# Ưu tiên
Ưu tiên là các hoạt động mà sắp xếp các đối tượng hoặc hoạt động theo thứ tự quan trọng tương đối với nhau.
Trong bối cảnh đánh giá y tế, đó là việc thiết lập tầm quan trọng hoặc tính cấp thiết của các hành động cần thiết để bảo vệ phúc lợi của bệnh nhân hoặc bệnh nhân. Trong bối cảnh lâm sàng, việc thiết lập các ưu tiên hỗ trợ trong cơ sở lý luận và biện minh cho việc sử dụng các nguồn lực hạn chế. Thiết lập ưu tiên bị ảnh hưởng bởi thời gian, tiền bạc và chuyên môn. Đánh giá mức độ ưu tiên rủi ro là một cách để thiết lập các ưu tiên có thể khó thiết lập trong một môi trường chăm sóc sức khỏe.
Phần mềm được thiết kế để hỗ trợ các chuyên gia trong việc thiết lập các ưu tiên trong một môi trường kinh doanh cụ thể.

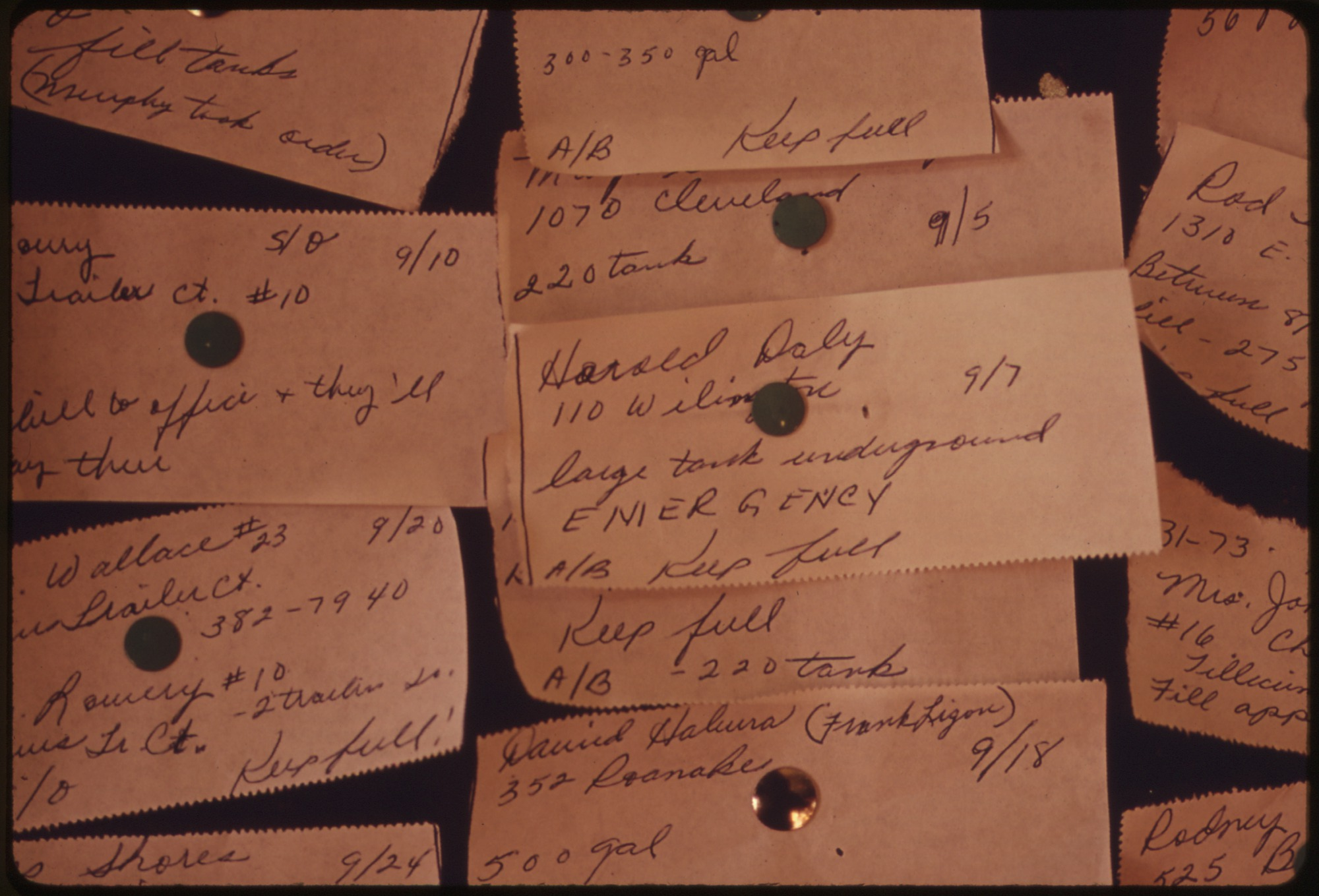
Lập danh sách có thể là bước đầu tiên trong việc tổ chức các ưu tiên